# Laodiceia (Frígia)
Laodiceia (em grego: Λαοδίκεια πρός τοῦ Λύκου; romaniz.: Laodikeia pros tou Lykou; em latim: Laodicea ad Lycum, lit. "Laodiceia do Lico" ou "Laodiceia-sobre-o-Lico"; em turco: Laodikya) foi uma cidade na região da Frígia e Lídia, localizada a cerca de 60 km (40 milhas) a leste de Éfeso.
O local encontra-se atualmente em ruínas, sendo chamado pelos turcos de Eski-hissar (Castelo Velho).

## História
Originalmente chamada de Dióspole (Diospolis) e Roa (Rhoas), foi chamada de Laodiceia em homenagem a Laódice, esposa de Antíoco II Teos, que reconstruiu a cidade. Era uma das mais importantes cidades da Ásia Menor, e foi a capital da província romana tardia da Frígia Pacaciana. 
Estava situada na encruzilhada de duas importantes rotas comerciais, cerca de 40 milhas a sudeste de Filadélfia. A estrada de Pérgamo até o porto mediterrâneo de Atália passava por Tiatira, Sardes e Filadélfia antes de chegar a Laodiceia. A cidade foi construída em um platô quase quadrado com várias centenas de metros de altura, com vista para o vale do rio Lico.  
Laodiceia era a cidade mais rica da Frígia, conhecida por sua produção de lã preta e brilhante, por seus serviços bancários e por produtos feitos de pó frígio misturado com óleo - pomada para os ouvidos e colírio. Os aquedutos forneciam água mineral de fontes termais situadas 10 quilômetros ao sul. As águas chegavam a Laodiceia com uma temperatura morna, e seu sabor, devido ao alto teor de minerais, era sempre nauseante.

## Contexto bíblico
Tornou-se uma das primeiras sedes do cristianismo, sendo a Epístola aos Colossenses também escrita para a igreja de Laodiceia (Colossenses 2 e Colossenses 4) e para a igreja de Hierápolis, além do destino principal que era a cidade de Colossos, pois as três cidades eram bem próximas.
Mas ela é mais famosa por ser citada no Livro do Apocalipse (Apocalipse 1 e Apocalipse 3) como uma das sete igrejas da Ásia.

## Arqueologia
Podemos destacar em seu sítio arqueológico:
- Dois Teatros (grande e pequeno)[9]
- Ninfeu
- Templo jônico[10]
- Ginásio
- Estádio
- Aqueduto

## Galeria

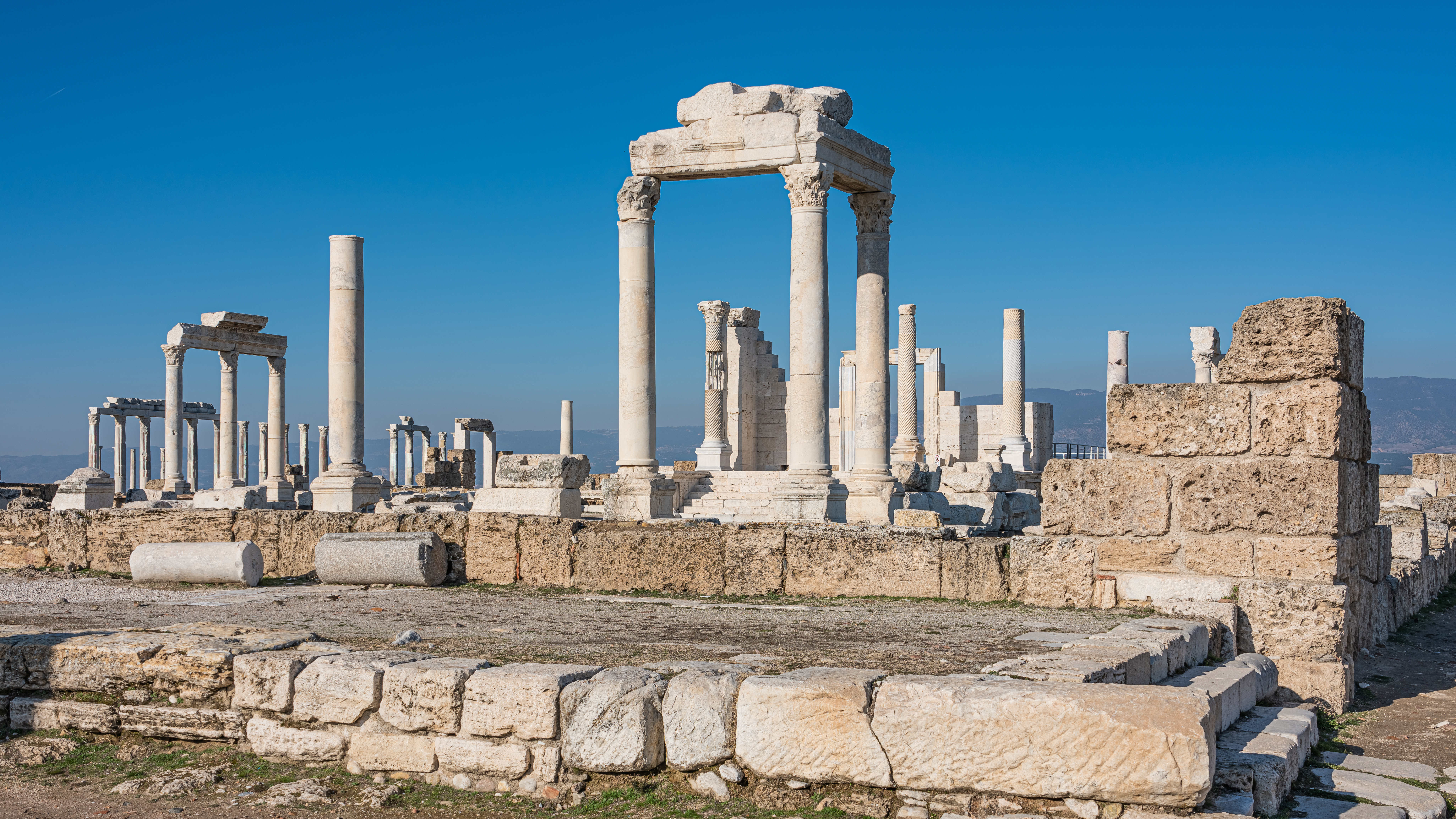
Templo "A"
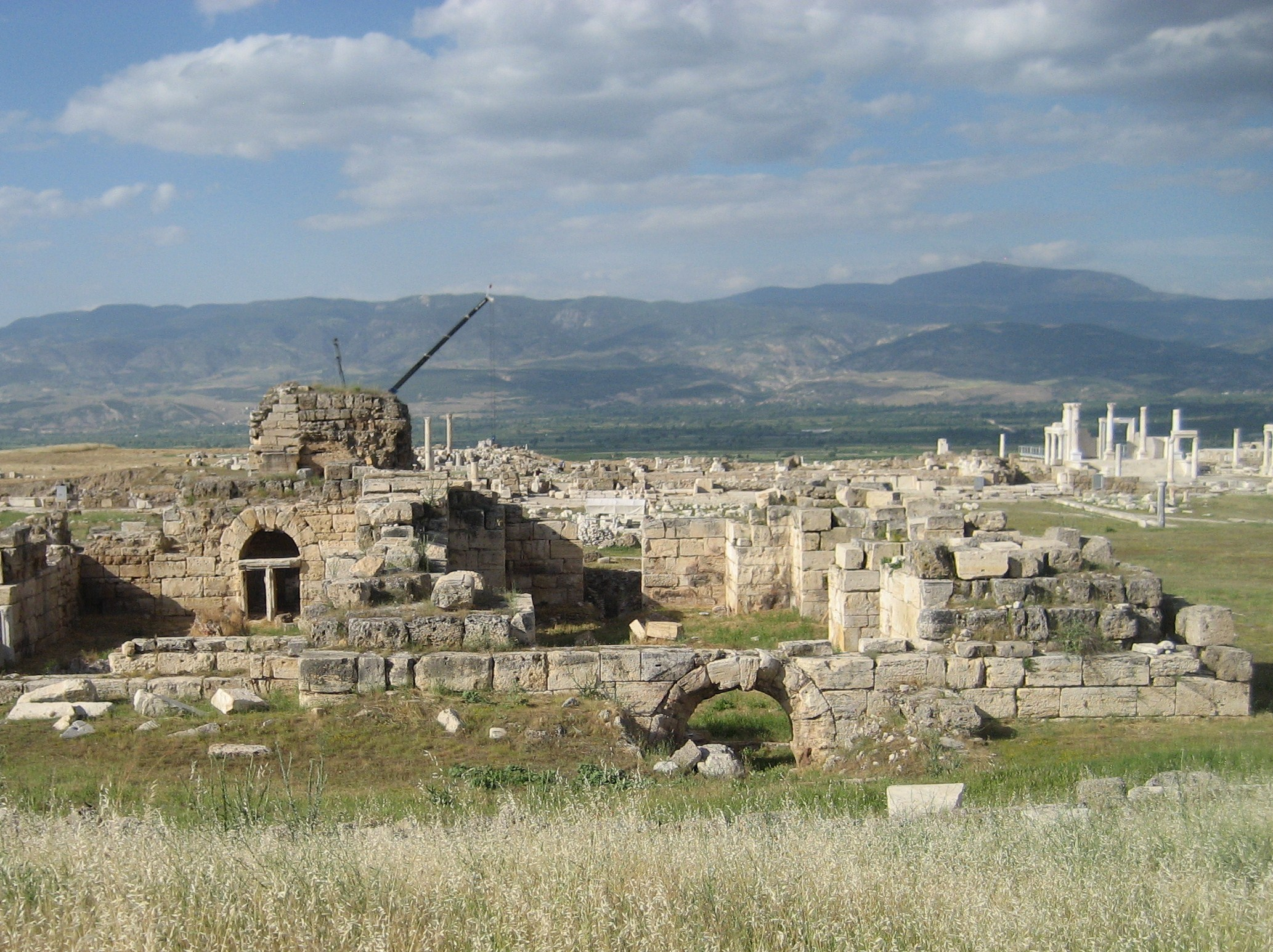
Banhos ocidentais